# Рен (Огайо)
Рен (англ. Wren) — селище (англ. village) в США, в окрузі Ван-Верт штату Огайо. Населення — 165 осіб (2020).

## Географія
Рен розташований за координатами 40°48′2″ пн. ш. 84°46′26″ зх. д. / 40.80056° пн. ш. 84.77389° зх. д. (40.800460, -84.773851).  За даними Бюро перепису населення США в 2010 році селище мало площу 0,80 км², з яких 0,80 км² — суходіл та 0,00 км² — водойми.

## Демографія
Згідно з переписом 2010 року, у селищі мешкали 194 особи в 78 домогосподарствах у складі 49 родин. Густота населення становила 242 особи/км².  Було 93 помешкання (116/км²).
Расовий склад населення:
| - 95,4 % — білих - 1,0 % — чорних або афроамериканців |

До двох чи більше рас належало 3,6 %. Частка іспаномовних становила 2,1 % від усіх жителів.
За віковим діапазоном населення розподілялося таким чином: 23,2 % — особи молодші 18 років, 62,4 % — особи у віці 18—64 років, 14,4 % — особи у віці 65 років та старші. Медіана віку мешканця становила 39,5 року. На 100 осіб жіночої статі у селищі припадало 102,1 чоловіків;  на 100 жінок у віці від 18 років та старших — 101,4 чоловіків також старших 18 років.
Середній дохід на одне домашнє господарство  становив 47 405 доларів США (медіана — 42 813), а середній дохід на одну сім'ю — 62 727 доларів (медіана — 50 750). За межею бідності перебувало 12,5 % осіб, у тому числі 0,0 % дітей у віці до 18 років та 0,0 % осіб у віці 65 років та старших.
Цивільне працевлаштоване населення становило 105 осіб. Основні галузі зайнятості: виробництво — 36,2 %, освіта, охорона здоров'я та соціальна допомога — 21,0 %, науковці, спеціалісти, менеджери — 12,4 %, роздрібна торгівля — 11,4 %.